# Tyria
Tyria é um gênero de traça pertencente à família Arctiidae.